# IC 4428
IC 4428 је спирална галаксија у сазвјежђу Волар која се налази на листи објеката дубоког неба у Индекс каталогу.
Деклинација објекта је + 16° 11' 27" а ректасцензија 14h 27m 25,6s. Привидна величина (магнитуда) објекта IC 4428 износи 15,2 а фотографска магнитуда 16,0. IC 4428 је још познат и под ознакама DRCG 29-12, PGC 84193.